# Carl Friedrich Geyer
Carl Friedrich Geyer (* 13. Juli 1807 in Schweinfurt, Unterfranken; † nach 1865 wohl in Bamberg) war ein deutscher Musikinstrumenten- und Orgelbauer.

## Leben
Geyer war ein selbständiger Orgelbaumeister. Er heiratete 1832 in Schweinfurt. Im Jahr 1843 siedelte er nach Bamberg um und betrieb dort eine eigene Werkstatt. Hier baute er mehrere kleine Orgeln in Franken, hauptsächlich für evangelische Kirchen.

## Orgelbauten
| Jahr | Ort                                            | Kirche        | Bild | Manuale | Register | Bemerkungen                                                                                        |
| ---- | ---------------------------------------------- | ------------- | ---- | ------- | -------- | -------------------------------------------------------------------------------------------------- |
| 1847 | Bad Kissingen                                  | Erlöserkirche |      | I/P     | 10       | Neubau; erste Orgel in der neuen Kirche; 1885 durch Orgelneubau von G. F. Steinmeyer & Co. ersetzt |
| 1849 | Weingartsgreuth, heute Ortsteil von Wachenroth |               |      |         |          | Umbau                                                                                              |
| 1856 | Greuth                                         | Ev. Kirche    |      | I/P     | 6        | weitgehend erhalten                                                                                |
| 1856 | Kammerstein                                    | St. Georg     |      | I/P     | 10       | Gehäuse erhalten, Werk 1912 durch Steinmeyer ersetzt                                               |
| 1858 | Ebersbrunn, heute Ortsteil von Geiselwind      |               |      | I/P     | 7        | |
| 1859 | Katzwang                                       |               |      |         |          | Erweiterung des Pedals                                                                             |
|      | Dambach                                        |               |      |         |          | |